# L'impossible Monsieur Pipelet
L'impossible Monsieur Pipelet è un film del 1955 diretto da André Hunebelle.